# 2MASS J00464841+0715177
2MASS J00464841+0715177 ist ein Brauner Zwerg im Sternbild Fische. Er wurde 2000 von Reid et al. entdeckt.
2MASS J00464841+0715177 gehört der Spektralklasse M9 an. Seine Position verschiebt sich aufgrund seiner Eigenbewegung jedes Jahr um 0,11036 Bogensekunden. 